# Theo Vonk
Theo Vonk és un exfutbolista i entrenador neerlandès. Va nàixer a Uitgeest el 16 de desembre de 1947.
Com a futbolista va militar a l'AZ'67 durant deu campanyes. Posteriorment va fitxar pel FC Volendam, també d'Holanda, on es retira el 1979.
Ja com a tècnic, ha entrenat a diversos conjunts de la lliga neerlandesa, com l'Sparta Rotterdam, l'FC Groningen, el Roda JC o l'FC Twente, entre d'altres. El 1992 va dirigir durant uns mesos al Real Burgos, de la primera divisió espanyola. La temporada 03/04, marxa a Alemanya per entrenar el modest Eintracht Nordhorn.